# Shipibofolket

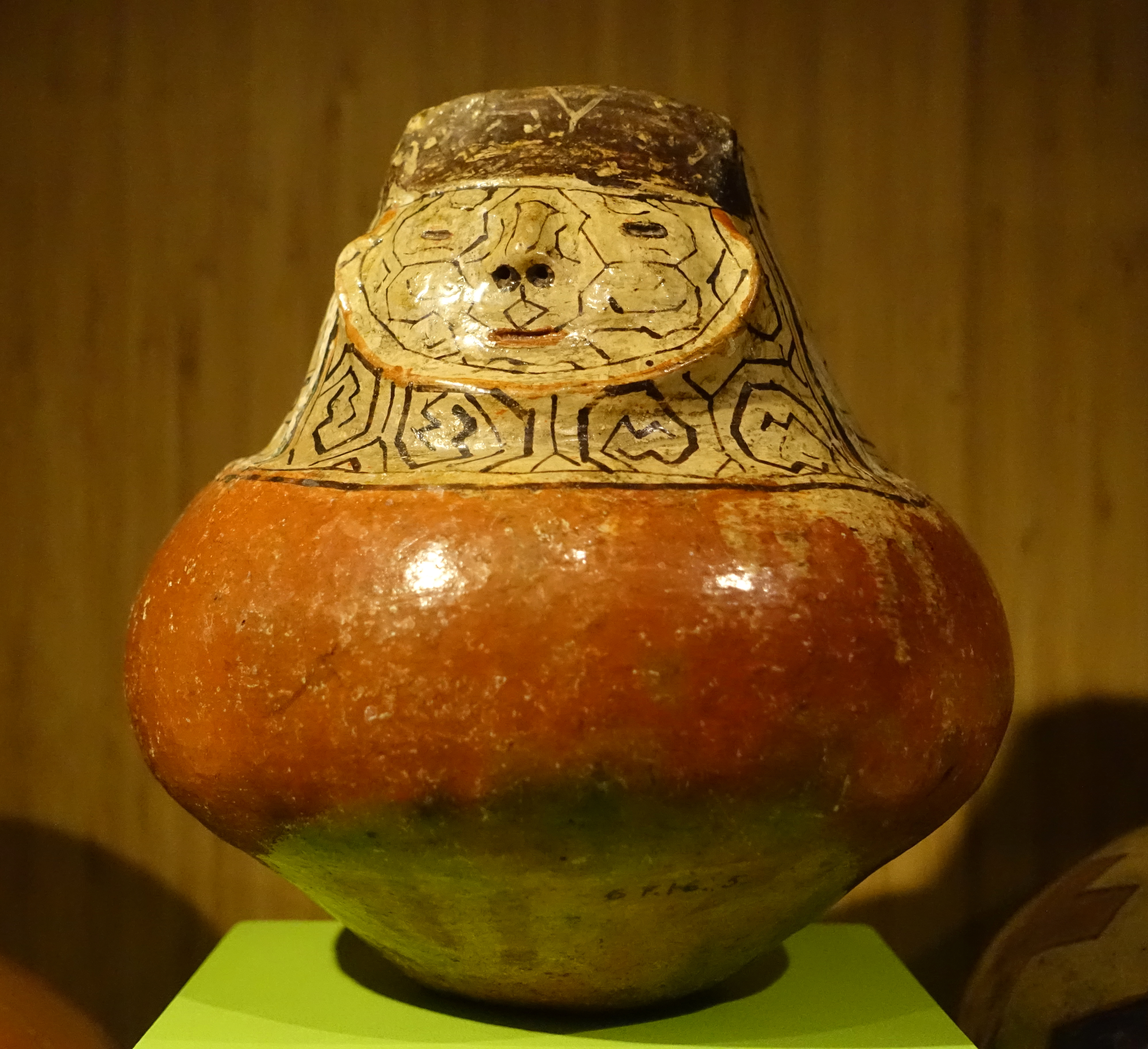
Kärl från Shipibo, utställt på Etnografiska museet, Stockholm. [http://collections.smvk.se/carlotta-em/web/object/1961954 1967.16.0005

Shipibofolket är ett ursprungsfolk längs Ucayalifloden i Amazonområdet i Peru. 
Tidigare skilde man mellan shipibofolket i norr och konibofolket i söder, men nu betraktas båda grupperna som ett folk, shipibo-konibo-folket eller endast shipibofolket.
Folket lever nu med en fot i detta århundrades moderna värld och med en annan fot i tusen års liv i Amazonas regnskog. Många av deras traditioner utövas fortfarande, t.ex. ayahuscashamanism. Ritualer och shamansånger har betytt mycket för deras konstnärliga tradition och karakteristiska geometriska mönster i klädsel, keramik, verktyg och tyger.
Shipibofolket med en befolkning på drygt 20,000 (osäker uppgift beroende på migration till städer och det övergångsskede folket befinner sig i) utgör ca 8 % av Perus registrerade ursprungsbefolkning i Amazonområdet. Numera finns det många shipibo i Pucallpa med grannorten Yarinacocha och i huvudstaden Lima för att få bättre möjligheter till utbildning, sjukvård/hälsovård och alternativa monetära inkomster.